# Lijst van burgemeesters van Ambt Delden
Dit is een lijst van burgemeesters van de voormalige Nederlandse gemeente Ambt Delden van 1818 tot 2001, toen Ambt Delden met de gemeenten Diepenheim, Goor, Markelo en Stad Delden werd samengevoegd tot de gemeente Hof van Twente.
Van 1844 tot 1969 was de burgemeester van Ambt Delden tevens burgemeester van Stad Delden.

## Burgemeesters van de gemeente Ambt Delden
| Ambtsperiode | Naam burgemeester                                          | Partij of stroming | Bijzonderheden                                                 |
| ------------ | ---------------------------------------------------------- | ------------------ | -------------------------------------------------------------- |
| 1818-1838    | mr. Carel Frederik Herman Putman Cramer                    |                    |                                                                |
| 1838-1845    | mr. Diederik Jan Weerts                                    |                    | was burgemeester van Stad Hardenberg, 1845 eervol ontslag      |
| 1845-1857    | mr. Rudolph Berend Visser                                  |                    | was burgemeester van Hengelo, overleden 27 december 1857       |
| 1858-1863    | mr. Jacob Lijdias van Reede                                |                    |                                                                |
| 1863-1872    | Hermannus Verbeek                                          |                    | overleden 9 maart 1872                                         |
| 1872-1885    | Johan Herman van Erckelens                                 |                    | was burgemeester van Zwartsluis, werd burgemeester van Hasselt |
| 1885-1886    | Antonij Johan ten Cate                                     |                    | overleden 18 december 1886                                     |
| 1887-1895    | mr. Pieter Dozij                                           |                    |                                                                |
| 1895-1920    | jhr. Anton Hendrik Pieter Carel van Suchtelen van de Haare |                    | overleden 2 september 1920                                     |
| 1920-1927    | Joseph Anton Hubert Steinweg                               |                    | was burgemeester van Heumen, werd burgemeester van Roermond    |
| 1927-1929    | Henricus Adrianus Gellius Maria Cremers                    |                    |                                                                |
| 1929-1965    | jhr.mr. Leo Octave Marie van Nispen tot Sevenaer           |                    |                                                                |
| 1965-1969    | Leo (L.H.H.R.) van Wensen                                  |                    | waarnemend burgemeester                                        |
| 1969-1983    | Johannes Gerardus (Jan) Buijvoets                          | KVP                |                                                                |
| 1983-1998    | Bert (A.H.F.) van der Vegt                                 | CDA                | was wethouder van Hengelo                                      |
| 1998-2001    | Gerrit Oosting                                             | PvdA               | waarnemend burgemeester, eerder burgemeester van Gieten        |

## Straatnaamgeving
- In Delden heet het verlengde van de Stationsweg de Van Nispenweg, genoemd naar de voormalige burgemeester. Het huis waar hij aan die weg tot 1985 woonde, heet Bagatelle. De volgende bewoner werd ir. C. Brunt, rentmeester van Twickel van 1953-1985.